# Loupe Színházi Társulás
A Loupe Színházi Társulás 2022-ben alakult független színházi formáció, de megalapításukat hivatalosan a Becsapódás 2023. március 12-ei bemutatójához kötik.
Alapító tagjai Horváth János Antal (művészeti vezető), Lengyel Tamás (produkciós vezető), Lovas Rozi és Molnár Áron. 2025 tavaszán további állandó tagok Földes Eszter, Mohai Tamás és Rusznák András, darabjaikban több vendég színész vállal szerepet (Gryllus Dorka, Trill Beatrix, Ullmann Mónika és mások).
A társulat budapesti bázisa a Marczibányi Téri Művelődési Központ, emellett az ország számos pontján játszanak: 2024-ben már több mint 15 vidéki városban léptek fel és több városban bérletet is hirdettek.  Állami vagy önkormányzati támogatásban nem részesülnek, működésüket kizárólag piaci alapon, a jegyeladásokból fedezik.
A Loupe olyan előadásokat hoz létre, amelyek napjaink aktuális társadalmi problémáit, valamint nehezen megvitatható, tabunak számító témáit dolgozzák fel. A Loupe (ejtése: /lup/) elnevezés a nagyítóra utaló francia szó, kifejezve a társulat szándékát, hogy a színház eszközeivel olyan kérdéseket emeljenek ki és helyezzenek a középpontba, amelyekről a mindennapokban nem feltétlenül egyszerű a nyílt kommunikáció. A társulat célkitűzése, hogy előadásaik a szórakoztatás mellett gondolkodásra ösztönözzék a közönséget, és erősítsék a nézőkben azt az érzést, hogy nincsenek egyedül a nehézségeikkel.

## Bemutatók
- Árvák (Dennis Kelly), 2021. júl. 16.
- Becsapódás – A színészek improvizációi alapján és ellenére (Horváth János Antal), 2023. márc. 12. – A darab 2024-ben elnyerte a Kortárs Magyar Dráma-díjat[3]

### 2023/2024-es évad
- Bármi lehetséges, ha elég erősen gondolsz rá (Cordelia O’Neill)
- A kezdet/vége (Seán O’Casey műve nyomán Horváth János Antal)
- Lányok, fiúk (Dennis Kelly)

### 2024/2025-ös évad
- 4:12 (James Fritz)
- Titkosszolgák (Vinnai András)
- Az éjjel soha nem érhet véget (Csicskár Dávid – Horváth János Antal)

## Alkotók (2023/2024)
- Horváth János Antal alapító, művészeti vezető, rendező, író
- Lengyel Tamás alapító, produkciós vezető, színész
- Lovas Rozi alapító, művészeti tanácsadó, színész
- Molnár Áron alapító, művészeti tanácsadó, színész
- Ullmann Mónika színész
- Földes Eszter színész
- Perényi Luca rendezőasszisztens
- Pallós Nelli díszlettervező
- Balassa Eszter dramaturg
- Kisprumik Ádám jelmeztervező
- Hunyadi Máté zeneszerző
- Fazekas Anna rendezőasszisztens
- Szabó Márton István díszlettervező

## Forrás
- Loupe Színházi Társulás (honlap). loupe.hu